# أواخر العصور الوسطى
| | | |
| غربي/ وسط أوروبا الإمبراطورية الرومانية المقدسة فرنسا غاسكونية بوهيميا شرقي أوروبا فرسان تيوتون القبيلة الذهبية فيودوسيا بولندا مازوفيا الأفلاق مملكة المجر وكرواتيا دوقية ليتوانيا الكبرى شبه الجزيرة الإيطالية مملكة صقلية مملكة نابولي الدولة البابوية مملكة سردينيا جمهورية البندقية جمهورية جنوة | شبه جزيرة أيبيريا تاج أراغون Majorca مملكة البرتغال تاج قشتالة مملكة نبرة مملكة غرناطة إسكندنافيا الدنمارك آيسلندا النرويج السويد الجزر البريطانية إنجلترا وويلز أيرلندا سكوتلندا | البلقان/ الشرق الأوسط إمارة أخايا دوقية أثينا الإمبراطورية البيزنطية المماليك صربيا إمارات الأناضول مملكة كانديا فرسان الإسبتارية الإمبراطورية البلغارية الثانية مملكة قبرص إيلخانية جورجيا إمبراطورية طرابزون شمال أفريقيا الدولة المرينية بنو زيان الحفصيون |

أواخر العصور الوسطى أو أواخر الفترة الوسطى، فترة من التاريخ الأوروبي استمرت من 1250 إلى 1500 بعد الميلاد. جاءت أواخر العصور الوسطى بعد العصور الوسطى العليا واستمرت حتى بداية الحقبة الحديثة المبكرة (وفي معظم أوروبا، حتى عصر النهضة).
حوالي عام 1300، توقفت قرون الازدهار والنمو في أوروبا. أدت سلسلة من المجاعات والأوبئة، منها المجاعة الكبرى عام 1315-1317 والموت الأسود، إلى تناقص عدد السكان إلى حوالي نصف ما كان عليه قبل الكوارث. تزامنًا مع تناقص أعداد السكان جاءت الاضطرابات الاجتماعية والحرب المتوطنة. شهدت فرنسا وإنجلترا انتفاضات فلاحية خطيرة، مثل الجاكية وثورة الفلاحين، بالإضافة إلى أكثر من قرن من الصراع المتقطع، وحرب المئة عام. وإضافة للمشاكل العديدة في تلك الفترة، حطم الانشقاق الغربي وحدة الكنيسة الرومانية الكاثوليكية مؤقتًا. تسمى هذه الأحداث مجتمعةً أحيانًا بأزمة أواخر القرون الوسطى.
على الرغم من الأزمات، كان القرن الرابع عشر أيضًا وقتًا لتقدم عظيم في الفنون والعلوم. بعد تجدد الاهتمام بالنصوص اليونانية والرومانية القديمة التي تعود جذورها إلى العصور الوسطى العليا، بدأ عصر النهضة الإيطالية. بدأ استيعاب النصوص اللاتينية قبل عصر النهضة في القرن الثاني عشر من خلال الاتصال بالعرب عبر الحملات الصليبية، لكن تسارعَ توافر النصوص اليونانية الهامة مع الاستيلاء على القسطنطينية من قبل الأتراك العثمانيين، حين اضطر العديد من العلماء البيزنطيين إلى اللجوء في الغرب، لا سيما إيطاليا.
اختُرعت الطباعة مع تدفق هذه الأفكار الكلاسيكية، ما سهل نشر العلم المطبوع والتعلم الديمقراطي. أدى هذان الأمران لاحقًا إلى الإصلاح البروتستانتي. في نهاية الفترة، بدأ عصر الاستكشاف. أدى توسع الإمبراطورية العثمانية إلى قطع إمكانيات التجارة مع الشرق. أُجبر الأوروبيون على البحث عن طرق تجارية جديدة، ما أدى إلى الحملة الإسبانية بقيادة كريستوفر كولومبوس إلى الأمريكتين عام 1492 ورحلة فاسكو دا غاما إلى أفريقيا والهند عام 1498. عززت اكتشافاتهما اقتصاد وقوة الدول الأوروبية.
دفعت التغييرات التي أحدثتها هذه التطورات العديد من العلماء إلى النظر إلى هذه الفترة على أنها نهاية العصور الوسطى وبداية التاريخ الحديث وأوروبا الحديثة المبكرة. ومع ذلك، يعد التقسيم مصطنعًا إلى حد ما، لأن التعلم القديم لم يكن غائبًا تمامًا عن المجتمع الأوروبي. ونتيجة لذلك، كانت هناك استمرارية تطورية بين العصر القديم (عبر الكلاسيكية القديمة) والعصر الحديث. يفضل بعض المؤرخين، لا سيما في إيطاليا، عدم التحدث عن أواخر العصور الوسطى على الإطلاق، إذ يرون أن الفترة العليا من العصور الوسطى انتقلت إلى عصر النهضة والعصر الحديث.

## التأريخ والتحقيب
يشير مصطلح «أواخر العصور الوسطى» إلى إحدى الفترات الثلاث من تاريخ العصور الوسطى، الأخرَتان هما العصور الوسطى المبكرة والعصور الوسطى العليا. كان ليوناردو بروني أول مؤرخ يستخدم التحقيب الثلاثي في كتابه تاريخ الشعب الفلورنسي (1442). لجأ فلافيو بيوندو إلى إطار تأريخي مماثل في مؤلّفه عقود من التاريخ منذ تدهور الإمبراطورية الرومانية (1439-1453). أصبح التحقيب الثلاثي الصيغة المعيارية منذ نشر مؤلَّف التاريخ العالمي مقسّم إلى فترات قديمة ووسطى وحديثة (1683) للمؤرخ الألماني كريستوف كلاريوس.
كان عصر النهضة الموضوع المركزي لدى مؤرخي القرن الثامن عشر الذين درسوا القرنين الرابع عشر والخامس عشر، فتميّزت تلك الفترة باكتشاف العلوم القديمة مجددًا وبروز الروح الفردية. كانت إيطاليا مركز إعادة اكتشاف المعرفة، ووفقًا للمؤرخ ياكوب بوركهارت، أصبح المرء «فردًا روحيًا، وبات يعرّف عن نفسه وفق ذلك». تعرّض هذا الاقتراح لاحقًا للطعن في دقّته، وادعى آخرون أن القرن الثاني عشر كان فترة إنجاز ثقافي أعظم.
مال المؤرخون إلى تصوّر فترةِ أواخر العصور الوسطى على أنها فترة ركود وأزمات، وذلك نتيجة تطبيق الطرائق الاقتصادية والديموغرافية عند دراسة التاريخ. استمرّ المؤرخ البلجيكي هنري بيرين في تقسيم العصور الوسطى إلى مبكرة وعليا ومتأخرة حتى فترة الحرب العالمية الأولى، لكن زميله الهولندي يوهان هويزينغا هو المسؤول الرئيس عن الترويج للنظرة السلبية تجاه أواخر العصور الوسطى، وذلك في كتابه خريف العصور الوسطى (1919). ركّزت أبحاث هويزينغا على فرنسا والبلدان المنخفضة بدلًا من إيطاليا، فكان القنوط والانحدار -لا النهضة- الموضوعين الرئيسيين في بحثه.
توصّلت الدراسات التأريخية الحديثة عن تلك الفترة إلى تناغم بين وجهتي النظر المتطرفتين حول الابتكار والأزمة. يُعترف اليوم عمومًا بوجود فروقات شاسعة في الظروف بين منطقتي شمال وجنوب الألب، ويُتجنّب استخدام المصطلح «أواخر العصور الوسطى» كليًا في التأريخ الإيطالي إلى حدّ كبير. لا يزال مصطلح «النهضة» مفيدًا لوصف جوانبٍ معينة من التطور الفكري والثقافي والفني، لكنه ليس ميزة محددة لكامل ذلك العصر من تاريخ أوروبا. تتصف الفترة الممتدة منذ القرن السابع عشر وحتى القرن السادس عشر -وقد تشمل القرن السادس عشر أحيانًا- باتجاهات أخرى: التعافي الذي أعقب الانحدار الديموغرافي والاقتصادي، ونهاية الوحدة الدينية الغربية، وبروز الدول القومية في نهاية المطاف، وتوسع التأثير الأوروبي ليشمل كافة أنحاء العالم.

## التاريخ
كانت حدود أوروبا المسيحية لا تزال في طور التحديد في القرنين الرابع عشر والخامس عشر. بينما كانت دوقية موسكو الكبرى تبدأ بصد المغول، والممالك الأيبيرية تستكمل استعادة شبه الجزيرة وتحول انتباهها إلى هذا الأمر، سقطت البلقان تحت سيطرة الإمبراطورية العثمانية. في غضون ذلك، كانت دول القارة المتبقية عالقة في نزاع دولي أو داخلي شبه دائم.
أدى الوضع تدريجيًا إلى توطيد السلطة المركزية ونشوء الدولة القومية. استلزمت المطالب المالية للحرب مستويات أعلى من الضرائب، ما تسبب في ظهور هيئات تمثيلية، أبرزها البرلمان الإنجليزي. ساعد نمو السلطة العلمانية أيضًا على تراجع البابوية مع الانشقاق الغربي وقدوم الإصلاح البروتستانتي.

### أوروبا الشمالية
بعد فشل الاتحاد بين السويد والنرويج من 1319-1365، تأسس اتحاد كالمار الاسكندنافي عام 1397. كان السويديون أعضاء معارضين في الاتحاد الذي حكمته الدنمارك منذ البداية. في محاولة لإخضاع السويديين، قتل الملك كريستيان الثاني ملك الدنمارك أعدادًا كبيرة من الأرستقراطيين السويديين في مذبحة ستوكهولم عام 1520. لكن أدى هذا الإجراء إلى المزيد من العدوات، وانفصلت السويد نهائيًا في عام 1523. أما النرويج، في المقابل، أصبحت الحزب الأضعف في الاتحاد وبقيت متحدة مع الدنمارك حتى عام 1814.
استفادت أيسلندا من عزلتها النسبية وكانت آخر دولة إسكندنافية يصيبها الموت الأسود. في تلك الأثناء، سقطت المستعمرة الإسكندنافية في غرينلاند، بسبب الظروف الجوية القاسية غالبًا في القرن الخامس عشر. لربما كانت تلك الظروف ناتجة عن تأثير العصر الجليدي الصغير.

### شمال غرب أوروبا
ألقت وفاة الإسكندر الثالث الأسكتلندي عام 1286 بالبلاد في أزمة خلافة، وجُلِب الملك الإنجليزي إدوارد الأول للتحكيم. فرض إدوارد سيطرته على اسكتلندا، ما أدى إلى حروب الاستقلال الأسكتلندية. هزم الإنجليز في نهاية المطاف، وتمكن الإسكتلنديون من بناء دولة أقوى بقيادة آل ستيوارت.
منذ عام 1337، توجهت أنظار إنجلترا بشكل كبير نحو فرنسا في حرب المئة عام. مهد فوز هنري الخامس في معركة أجينكور عام 1415 لفترة وجيزة الطريق لتوحيد المملكتين، لكن سرعان ما أضاع ابنه هنري السادس كل المكاسب السابقة. أدت خسارة فرنسا إلى السخط في الداخل. بعد فترة وجيزة من نهاية الحرب في 1453، بدأت الصراعات الأسرية في حرب الوردتين (حوالي 1455-1485)، التي شملت الأسر المتنافسة، أسرة لانكستر وأسرة يورك.
انتهت الحرب بتدخل هنري السابع من أسرة تيودور، الذي واصل العمل الذي بدأه ملوك أسرة يورك لبناء ملكية مركزية قوية. في حين توجه انتباه إنجلترا إلى مكان آخر، أصبح لوردات هيبرنو نورمان في أيرلندا أكثر اندماجًا بشكل تدريجي في المجتمع الأيرلندي، وسُمح للجزيرة بتطوير استقلال افتراضي تحت السيادة الإنجليزية.

### أوروبا الشرقية
سقطت دولة خقانات روس خلال القرن الثالث عشر في الغزو المغولي. صعدت دوقية موسكو الكبرى إلى السلطة بعد ذلك، وفازت بانتصار كبير ضد خانية القبيلة الذهبية في معركة كوليكوفو عام 1380. لكن لم ينهِ النصر حكم التتار في المنطقة، وكانت دوقية ليتوانيا الكبرى المستفيد المباشر منه، إذ وسعت نفوذها شرقًا.
في عهد إيفان الكبير (1462-1505)، أصبحت موسكو قوة إقليمية رئيسية، وأرسى ضم جمهورية نوفغورود الشاسعة عام 1478 أسس الدولة القومية الروسية. بعد سقوط القسطنطينية عام 1453، بدأ الأمراء الروس ينظرون إلى أنفسهم على أنهم ورثة الإمبراطورية البيزنطية. أخذوا في النهاية لقب تسار الإمبراطوري، ووصفت موسكو بأنها روما الثالثة.

## معرض صور

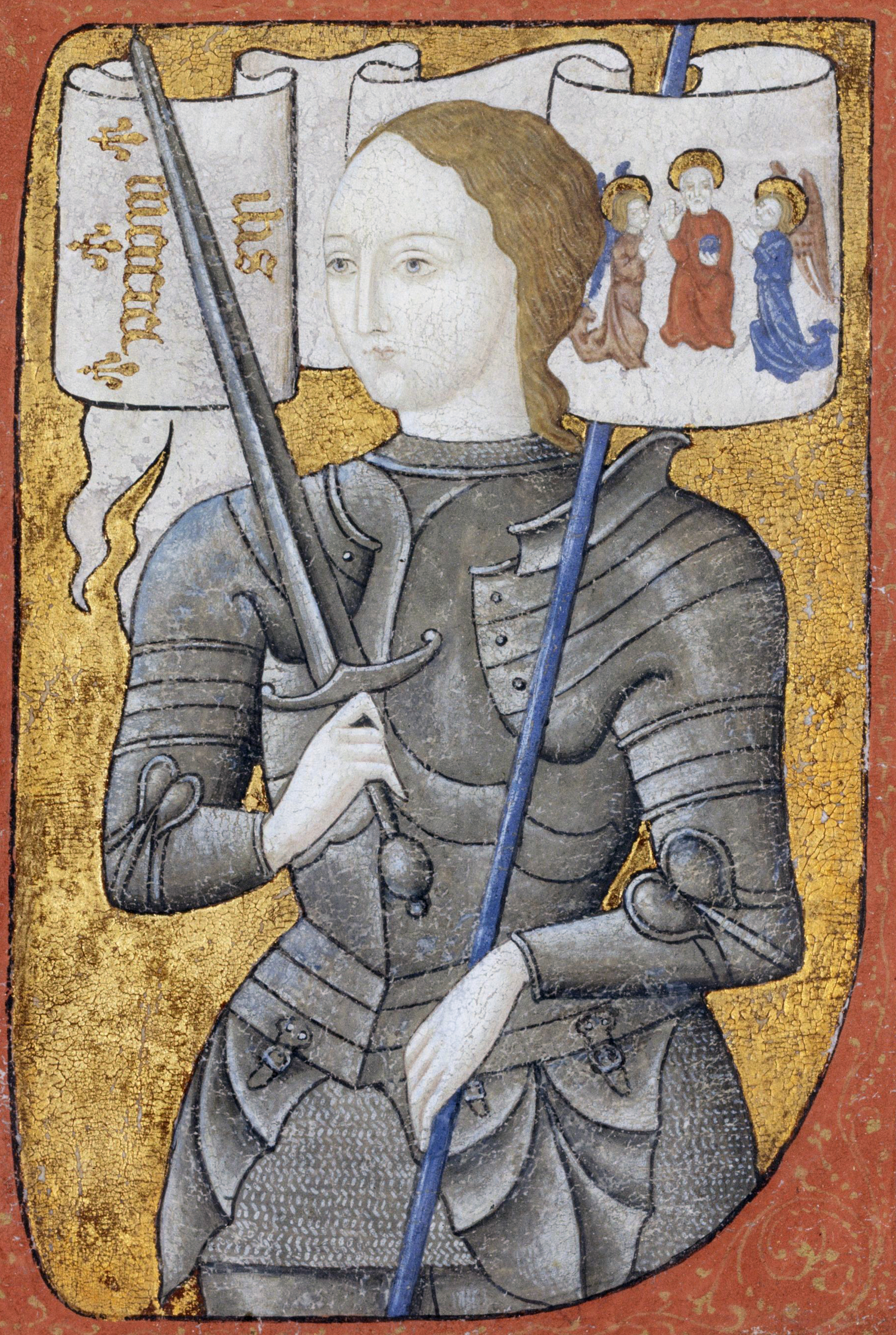
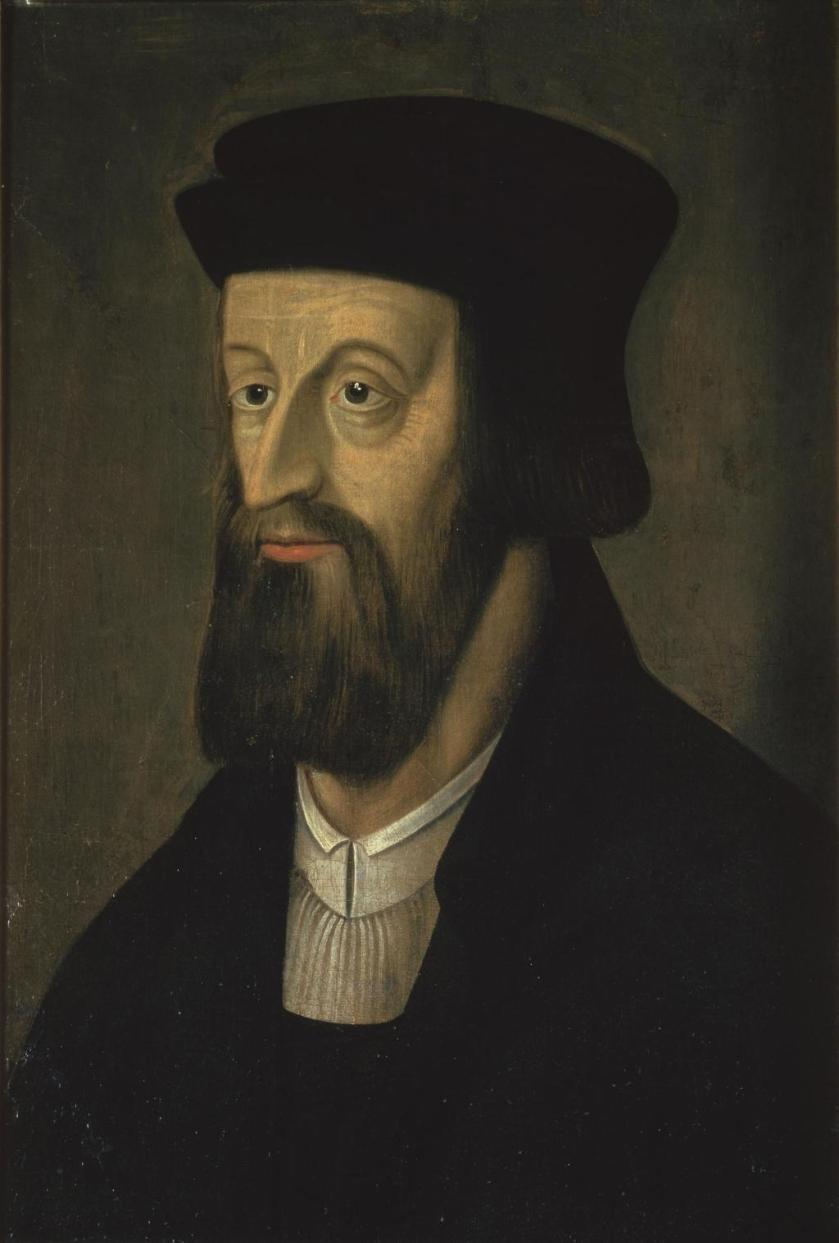
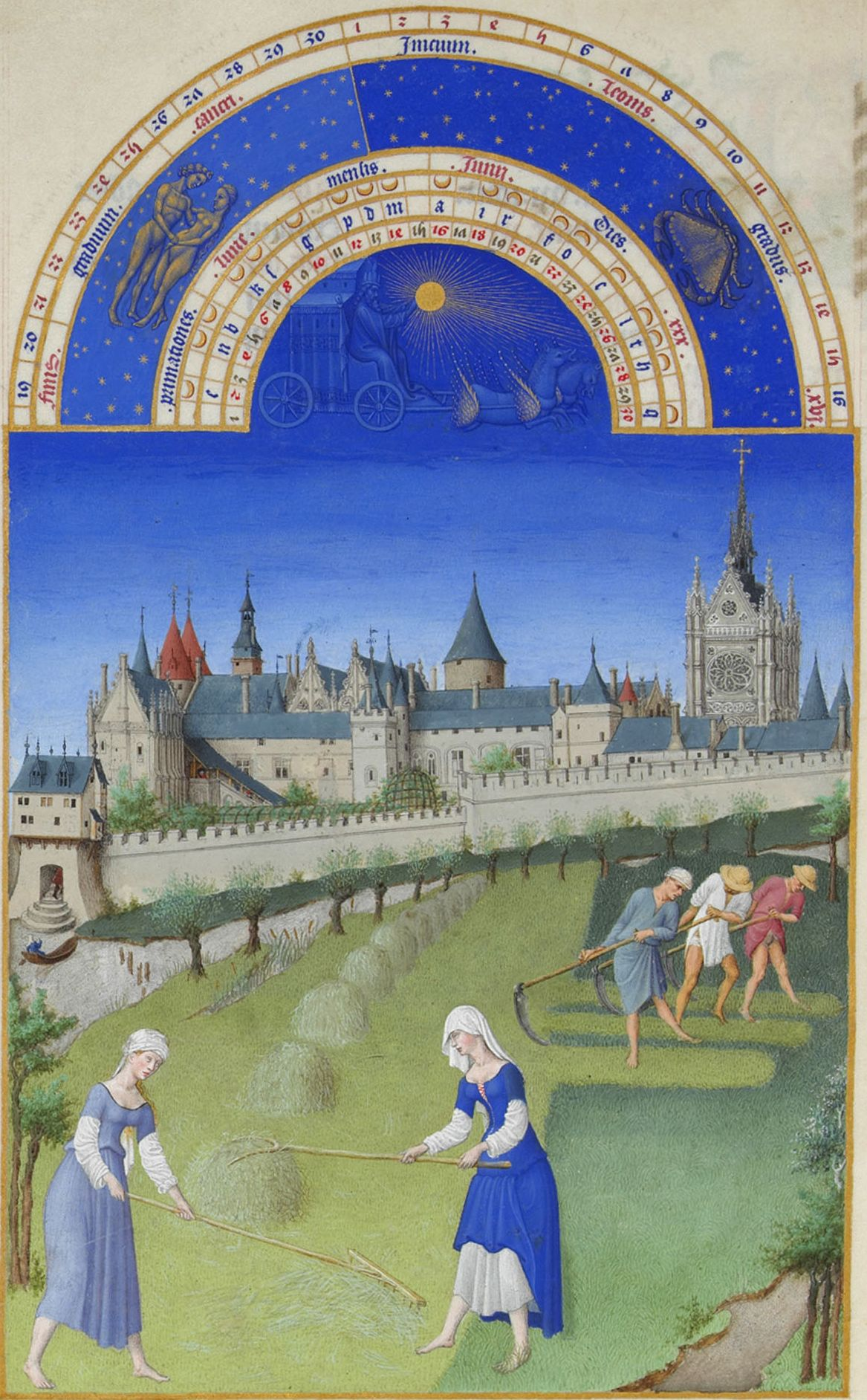
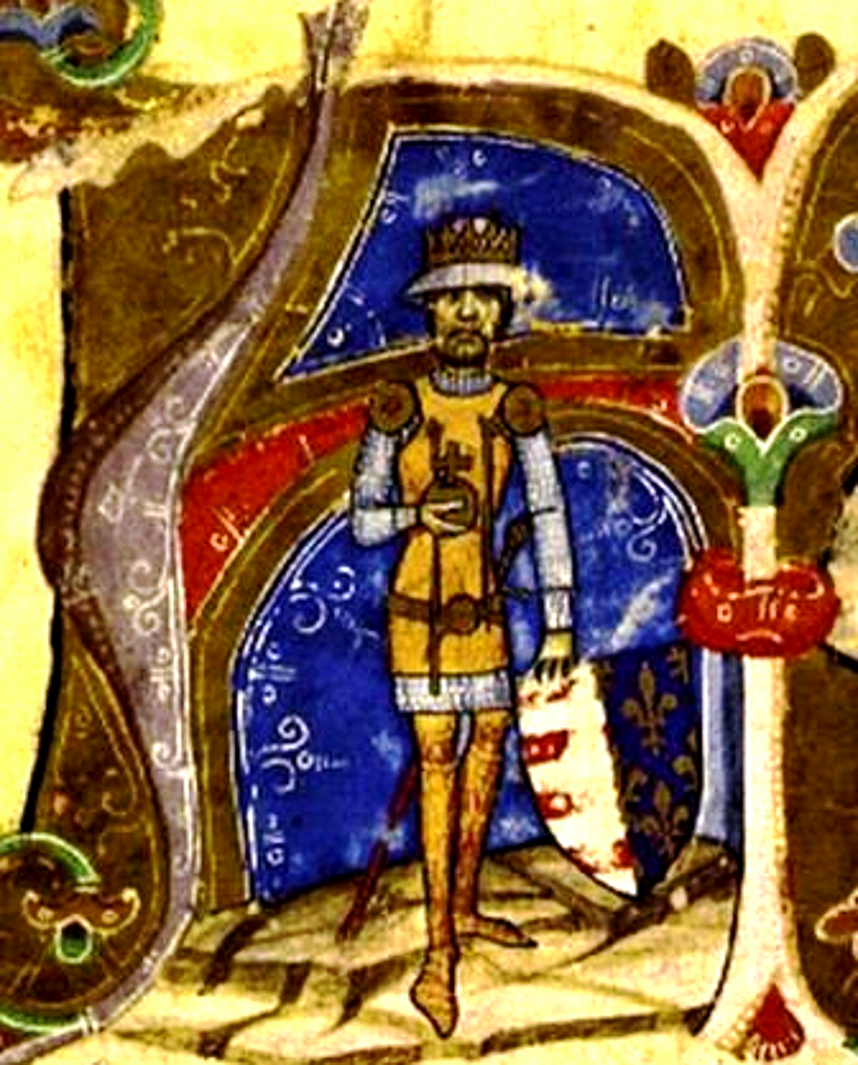